# Mořina
Mořina (en allemand : Morschin) est une commune du district de Beroun, dans la région de Bohême-Centrale, en République tchèque. Sa population s'élevait à 836 habitants en 2020.

## Géographie
Mořina se trouve à 9 km à l'est-sud-est de Beroun et à 22 km au sud-ouest de Prague.
La commune est limitée par Vysoký Újezd au nord, par Roblín à l'est, par Mořinka au sud-est et au sud, par Karlštejn au sud et au sud-ouest, et par Vysoký Újezd et Lužce à l'ouest.

## Histoire
La première mention écrite de la localité date de 1338.

## Administration
La commune se compose de trois quartiers :
- Mořina
- Dolní Roblín
- Trněný Újezd